# Märkbergstjärnen
Märkbergstjärnen är en sjö i Överkalix kommun i Norrbotten och ingår i Kalixälvens huvudavrinningsområde. Sjöns area är 0,05 kvadratkilometer och den befinner sig 200 meter över havet.
Sjön ligger i naturreservatet Brändknösarna.